# Goloboffia vellardi
Goloboffia vellardi is een spinnensoort uit de familie Migidae. De wetenschappelijke naam van de soort werd voor het eerst geldig gepubliceerd in 1961 door Zapfe als Migas vellardi.
De soort komt voor inChili.